# Roberto Ribaud
Roberto Ribaud (* 30. Juni 1961 in Tarent) ist ein ehemaliger italienischer Leichtathlet, der eine Gold- und eine Silbermedaille bei Mittelmeerspielen gewann.

## Sportliche Karriere
Der 1,78 Meter große Ribaud lief für 	Pro Patria Pierrel. 1983 war er italienischer Meister im 400-Meter-Lauf. 1981, 1982 und 1985 siegte er in der Halle.
1979 belegte Ribaud mit der 4-mal-400-Meter-Staffel den siebten Platz bei den Junioreneuropameisterschaften in Bydgoszcz. 1982 schied Ribaud bei den Europameisterschaften in Athen über 400 Meter im Halbfinale aus. Die 4-mal-400-Meter-Staffel mit Pietro Mennea, Roberto Tozzi, Roberto Ribaud und Mauro Zuliani lief im Finale auf den sechsten Platz. Im Jahr darauf bei den Weltmeisterschaften in Helsinki erreichte die Staffel mit Stefano Malinverni, Donato Sabia, Mauro Zuliani und Roberto Ribaud den fünften Rang. Einen Monat später bei den Mittelmeerspielen in Casablanca wurde Ribaud über 400 Meter Vierter mit 0,08 Sekunden Rückstand auf den drittplatzierten Jugoslawen Željko Knapić. Die 4-mal-400-Meter-Staffel belegte den zweiten Platz hinter den Franzosen. 1984 erreichten Roberto Tozzi, Ernesto Nocci, Roberto Ribaud und Pietro Mennea den fünften Platz bei den Olympischen Spielen in Los Angeles.
1986 bei den Europameisterschaften in Stuttgart schied Ribaud im Halbfinale über 400 Meter in 46,22 Sekunden aus, nachdem er im Vorlauf in 45,69 Sekunden die schnellste Zeit seiner Karriere gelaufen war. Die 4-mal-400-Meter-Staffel mit Giovanni Bongiorni, Mauro Zuliani, Vito Petrella und Roberto Ribaud lief im Endlauf italienische Rekord mit 3:01,37 Minuten und erreichte als Vierte das Ziel mit 0,90 Sekunden Rückstand auf die drittplatzierte Staffel aus der Sowjetunion. Im Jahr darauf bei den Weltmeisterschaften in Rom schied Ribaud über 400 Meter im Viertelfinale aus. Die 4-mal-400-Meter-Staffel mit Marcello Pantone, Vito Petrella, Tiziano Gemelli und Roberto Ribaud wurde in ihrem Halbfinale Sechste. Bei den Mittelmeerspielen 1987 in Latakia siegte die italienische Staffel vor den Spaniern. Zum Abschluss seiner Karriere lief Ribaud bei den Europameisterschaften 1990 in Split ins Halbfinale über 400 Meter. Die 4-mal-400-Meter-Staffel mit Andrea Montanari, Vito Petrella, Roberto Ribaud und Andrea Nuti lief im Finale 3:01,78 Minuten und hatte als Vierte 0,27 Sekunden Rückstand auf die drittplatzierte Staffel aus der DDR.
Neben seinen Einsätzen bei internationalen Meisterschaften nahm Ribaud von 1981 bis 1989 am Leichtathletik-Europacup teil und lief 1989 beim Weltcup in Barcelona als Schlussläufer der europäischen 4-mal-400-Meter-Staffel.